# Charles Feraud
Pour les articles homonymes, voir Féraud.
Charles Féraud, né le 10 novembre 1736 à Brignoles, où il est mort le 7 septembre 1814, est un avocat et homme politique français, député du tiers-état aux États généraux.

## Biographie
Avocat, il est élu, le 6 avril 1789, député du tiers-état aux États généraux par la sénéchaussée de Toulon, il parla, en 1790, sur le rétablissement du calme dans cette ville, fit décréter que tous les députés qui s'absenteraient seraient privés de leur traitement, présenta, en 1791, des observations contre le projet de réorganisation de la garde nationale soldée de Paris, et opina pour que le titre de prince fût conservé aux membres de la famille royale. 
Président du tribunal de première instance de Brignoles après le 18 brumaire, il perdit cet emploi à la Restauration, et rentra dans la vie privée.